# Il sogno di Zorro (1975)
Il sogno di Zorro (zu Deutsch: ‚Der Traum von Zorro‘) ist eine im deutschen Sprachraum bislang nicht aufgeführte Western-Parodie, die 1975 mit Franco Franchi, zu dessen wenigen Solofilmen ohne Partner Ciccio Ingrassia das Werk zählt, inszeniert wurde. Regie führte Komödienspezialist Mariano Laurenti.

## Handlung
Paco kehrt aus Europa, wo er das feine Benehmen des 18. Jahrhunderts kennenlernte, in seine Heimat Neu-Aragonien zurück. Dort herrscht General Ruarte, der sich gegen Don Diego, dem Onkel des jungen Schnösels, an die Macht geputscht hat. Don Diego ist ratlos, wie er sich gegen Ruarte wehren kann. Paco möchte seine Cousine Zaira heiraten. Bruder Miguel und Diego planen eine Revolte, die jedoch nicht in die Gänge kommt.
Zwei Diener Pacos bemerken, dass Paco während seines Schlafes Zorro nacheifert und ein unübertroffener Fechter ist. Mit Hilfe von Schlafpillen, die Paco zu jeweils passender Zeit gegeben werden, können General Duarte, sein Sergeant García und alle Aufrührer besiegt werden. Don Diego wird wieder eingesetzt, Paco heiratet Zaira.

## Kritik
„Es war unmöglich, dass nach dem Erfolg des Zorro-Filmes mit Delon Franchi nicht die Imitation nachschieben würde; so entstand diese sympathische Kinderversion. Neben einem mit mehr Spaß als sonst agierenden Franchi gefallen Maurizio Arena in der Rolle des ungestümen Priesters und die glanzvolle Paola Tedesco.“, so V. Spiga.